# Sodom
Sodom je njemački thrash metal sastav iz Gelsenkirchena. 

## Povijest sastava
Sodom je osnovan 1982. godine u Gelsenkirchenu. Originalnu postavu činili su Tom Angelripper, Bloody Monster i Aggressor. Crpeći inspiraciju iz glazbe sastava Motörhead, Saxon, Tank, Venom i Accept, Sodom je izdao dva demoalbuma koji su im donijeli ugovor s etiketom Steamhammer. U vrijeme snimanja istih bubnjara Bloody Monstera je zamijenio Witchunter. Aggressor je također napustio sastav nedugo prije objavljivanja EP-a In the Sign of Evil i njega je zamijenio Grave Violator, koji se također nije dugo zadržao i njega je zamijenio Michael "Destructor" Wulf. 1986. godine sastav izdaje svoj prvi album „Obsessed by Cruelty. Wulf se nije dugo zadržao u Sodomu, te se kasnije pridružio sastavu Kreator. Poginuo je 1993. godine u motorističkoj nesreći.   
Iako u početku Sodom nije uziman za ozbiljno, jer su ih mnogi kritičari smatrali "drugorazrednim Venomovim klonom s poluinventivnim tekstovima", jedan novi član sastava je uspio to promijeniti. Frank "Blackfire" Gosdzik, koji je zamijenio Wolfa na gitari, je uspio uvjeriti Toma da thrash metal nadilazi okultne/horor/sotonističke teme koje je obrađivao sastav Venom, te da bi bilo pametno prigrliti političke/socijalne i ratne teme. Ta nova inspiracija kulminirala je na albumu Persecution Mania iz 1987. godine, koji je rezultirao novim liričkim i glazbenim pristupom. (kao i dobro poznatom maskotom sastava zvanom „Knarrenheinz“ s gas maskom na licu, koja se prvi puta pojavila upravo na omotu toga albuma). 
Ubrzo po izdavanju albuma krenuli su na europsku turneju sa švicarskim thrash metal sastavom Coroner. Nakon turneje sodom izdaje live album „Mortal way of live“, te snimaju novi album Agent Orange, koji izlazi 1989. godine i prodaje se u 100.000 primjeraka samo u Njemačkoj. Ovaj album ih čini još popularnijim kod publike i kritike i osigurava im mjesto uz Kreator i Destruction kao jedan od tri najveća njemačka thrash metal sastava. Do danas album Agent Orange se prodao u najviše primjeraka od bilo kojeg njemačkog thrash metal albuma.  
No nakon toga nastaju problemi. Tom i Chris zapadaju duboko u alkoholizam, chris i u droge, dok Frank postaje sit njihove loše live izvedbe, te napušta Sodom i pridružuje se sastavu Kreator. Franka zamjenjuje Michael Hoffman, bivši član njemačkog sastava „Assassin“.
U toj postavi Sodom izdaje album Better Off Dead, 1990. godine. Tijekom južno američke turneje, Hoffman odlučuje ostati u Brazilu. Zamijenjuje ga Andy Brings s kojim snimaju novi album Tapping the Vein, koji izlazi 1992. godine. Ovo je ujedno bio i posljednji album s bubnjarom Witchhunter-om, koji je izbačen iz sastava.
1994. godine Sodom izdaje album Get What You Deserve. Tom Angelripper također započinje i vlastitu karijeru pjevajući metal obrade „drinking songs“-a, njemačkih šlagera, čak i Božićnih napjeva. 
Sodom uskoro izdaje i novi live album naslovljen Marooned - Live. 
Masquerade in Blood je izdan 1995. godine s novim gitaristom - Atomic Steif-om, koji je također ubrzo napustio sastav. Angelripper je ponovo bio primoran tražiti nove članove i našao ih je u gitaristi "Bernemannu" i bubnjaru Schottkowskom. Nakon toga navedena postava je postala stalna i aktivna je i danas.
Album 'Til Death Do Us Unite je označen kao početak Sodomovog povratka izvornom thrash zvuku, ali je zvučao više kao thrash-crossover poput sastava Suicidal Tendencies. 
1999. godine Sodom izdaje novi album Code Red, koji označava potpuni povratak starom zvuku. 
2001. godine izlazi konceptualni album M-16, koji govori o Vijetnamski rat|vijetnamskom ratu. Uslijedila je velika turneja s legendarnim sastavima Kreator i Destruction, ali tijekom iste Sodom nastavlja nastupati bez pomenutih sastava, zbog razmirica između Toma i Destruction-ovog basista Marcela Schirmera.
2003. godine Sodom snima dupli live album u Bangkoku i naziva ga One Night in Bangkok. Novi studijski album je izdan 2006. godine pod jednostavnim imenom Sodom. 
Tijekom 2007. godine ljudi iz diskografske tvrtke Steamhammer su zamolili Toma da ponovo snimi prvi EP In The Sign Of Evil EP. Tom je okupio bivše članove Chrisa Witchhuntera i Grave Violatora (čije je pravo ime Franz Josef Peppi) kako bi ponovo snimili navedeni EP te još nekoliko bonus pjesama. Rezultat je bio album The Final Sign of Evil.  Chris "Witchhunter" Dudek je umro 7. rujna 2008. godine od bolesti jetre. Tom je u međuvremenu najavio kako radi na snimanju novog albuma, koji još uvijek nije izdan.

## Članovi

### Trenutačna postava
- Tom Angelripper (Thomas Such, Onkel Tom) - vokali, bas gitara (Desperados)
- Bernd "Bernemann" Kost - električna gitara (ex-Crows)
- Bobby Schottkowski - bubnjevi (ex-Crows, ex-Tom Angelripper)

### Bivši članovi
- Frank Testegen - gitara (1983. – 1984., 2007.)
- Josef Dominic - gitara (1984. – 1985., 2007.)
- Michael Wulf - gitara (kasnije Kreator) (1985. – 1986.)
- Uwe Christophers - gitara (na turneji 1986.)
- Frank Gosdzik - gitara (kasnije Mystic i Kreator) (1987. – 1989.)
- Uwe Baltrusch - gitara (na turneji 1989./90.)
- Michael Hoffman - gitara (Assassin) (1990.)
- Andy Brings - gitara (kasnije Powergod) (1991. – 1995.)
- Dirk Strahlimeier - gitara (1995. – 1996.)
- Christian Dudek – bubnjevi (1983. – 1992.) (preminuo)
- Guido Richter - bubnjevi (kasnije Stahlträger, Assassin, Sacred Chao, Holy Moses, Living Death, Brotós)

## Diskografija
Studijski albumi
- Obsessed by Cruelty (1986.)
- Persecution Mania (1987.)
- Agent Orange (1989.)
- Better Off Dead (1990.)
- Tapping the Vein (1992.)
- Get What You Deserve (1994.)
- Masquerade in Blood (1995.)
- 'Til Death Do Us Unite (1997.)
- Code Red (1999.)
- M-16 (2001.)
- Sodom (2006.)
- The Final Sign of Evil (2007.)
- In War and Pieces (2010.)
- Epitome of Torture (2013.)
- Decision Day (2016.)
- Genesis XIX (2020.)

Koncertni albumi
- Mortal Way of Live (1988.)
- Marooned Live (1994.)
- One Night in Bangkok (2003.)

EP-ovi
- In the Sign of Evil (1984.)
- Expurse of Sodomy (1987.)
- Ausgebombt (1989.)
- The Saw Is the Law (1991.)
- Aber bitte mit Sahne (1993.)
- Sacred Warpath (2014.)
- Partisan (2018.)
- Chosen by the Grace of God (2019.)
- Out of the Frontline Trench (2019.)

Demo uradci
- Witching Metal (1982.)
- Victims of Death (1984.)

Singlovi
- Ausgebombt (1989.)
- The Saw Is the Law (1991.)
- Aber bitte mit Sahne (1993.)

### Kompilacije
- Ten Black Years (1996.)
- 30 Years Sodomized: 1982-2012 (2012.)

Video albumi
- Mortal way of live (1988.)
- Live in der Zeche Carl (1994.)
- Lords of Depravity, Pt. 1 (2005.)
- Lords of Depravity II (2010.)

## Vanjske poveznice
- Službena stranica
- stranica na Allmusic  Arhivirana inačica izvorne stranice od 19. studenoga 2002. (Wayback Machine)
- Tom Angelripperova službena stranica
- MusicMight Biography